# Lagenandra
Lagenandra (Lagenandra) je rod jednoděložných rostlin z čeledi árónovité (Araceae). Jsou to tropické vodní a vlhkomilné rostliny, rozšířené v počtu 14 druhů na Srí Lance, v jižní a severovýchodní Indii a Bangladéši. Lagenandry jsou vytrvalé byliny s jednoduchými řapíkatými listy a květy v palici s toulcem.
Některé druhy jsou pěstovány jako akvarijní rostliny nebo jsou využívány v tradiční medicíně či jako insekticid např. na vši.

## Popis
Lagenandry jsou malé až středně velké vytrvalé byliny s tlustými a plazivými, řidčeji tenkými a šlahounovitými oddenky. Listy jsou kožovité, kopinaté, vejčité, eliptické až téměř čárkovité, řapíkaté. Řapík je dlouze pochvatý. Žilnatina je zpeřená, slabě diferencovaná, postranní žilky se u okraje čepele spojují do málo zřetelné sběrné žilky. Terciární žilky jsou souběžné s postranními, žilnatina vyšších řádů je příčně síťnatá. Toulec je tlustý, na vnější straně zelený až purpurový, palice je poměrně úzká. Mezi zónou samčích a samičích květů je úsek holého vřetene květenství bez květů. Květy jsou jednopohlavné a bezobalné. V samčích květech je zpravidla jen 1 krátká tyčinka, řidčeji 2. Semeník samičích květů obsahuje jedinou komůrku s 1 až 15 vajíčky. Plodem jsou bobule v palicovitém plodenství.

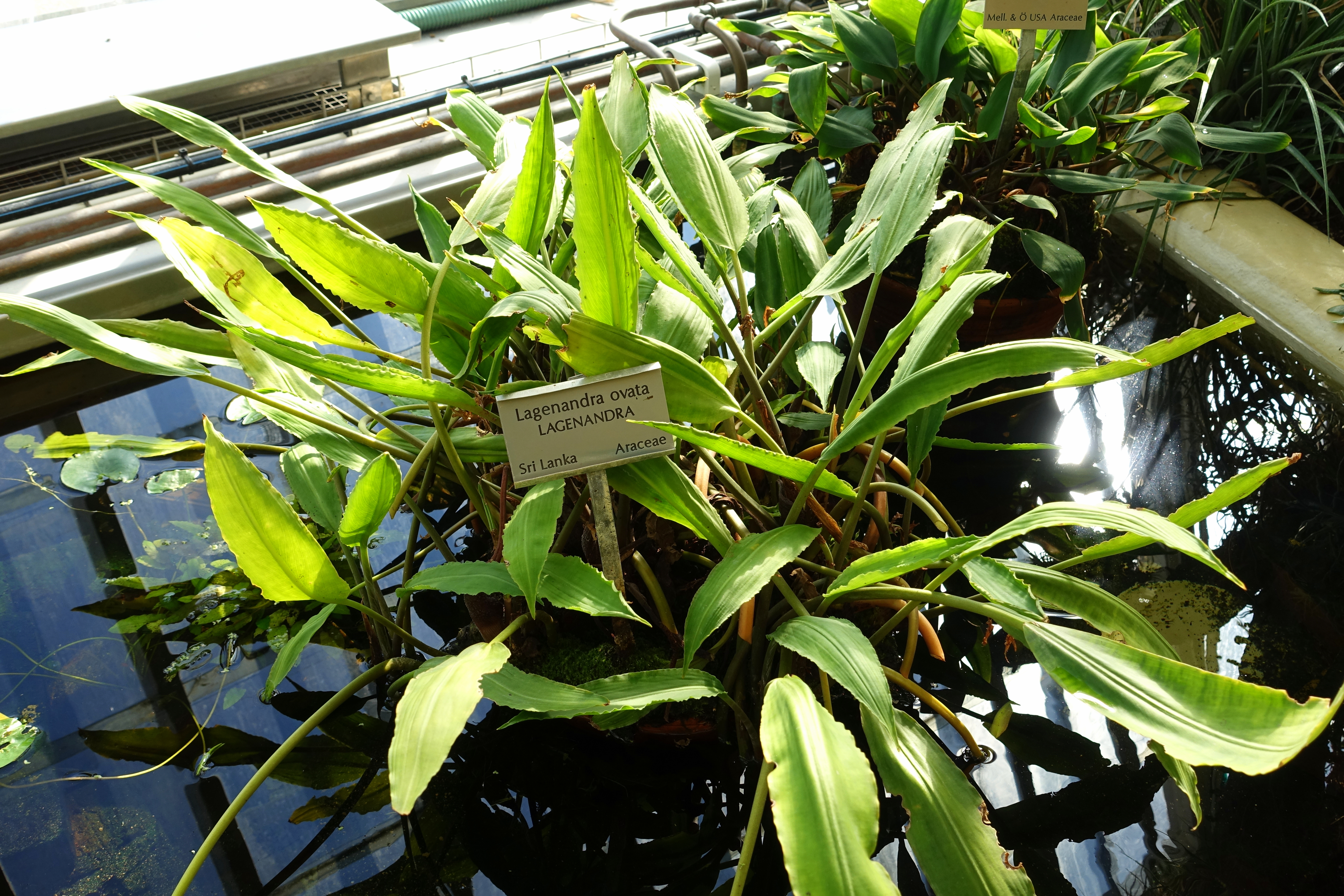
Lagenandra vejčitá
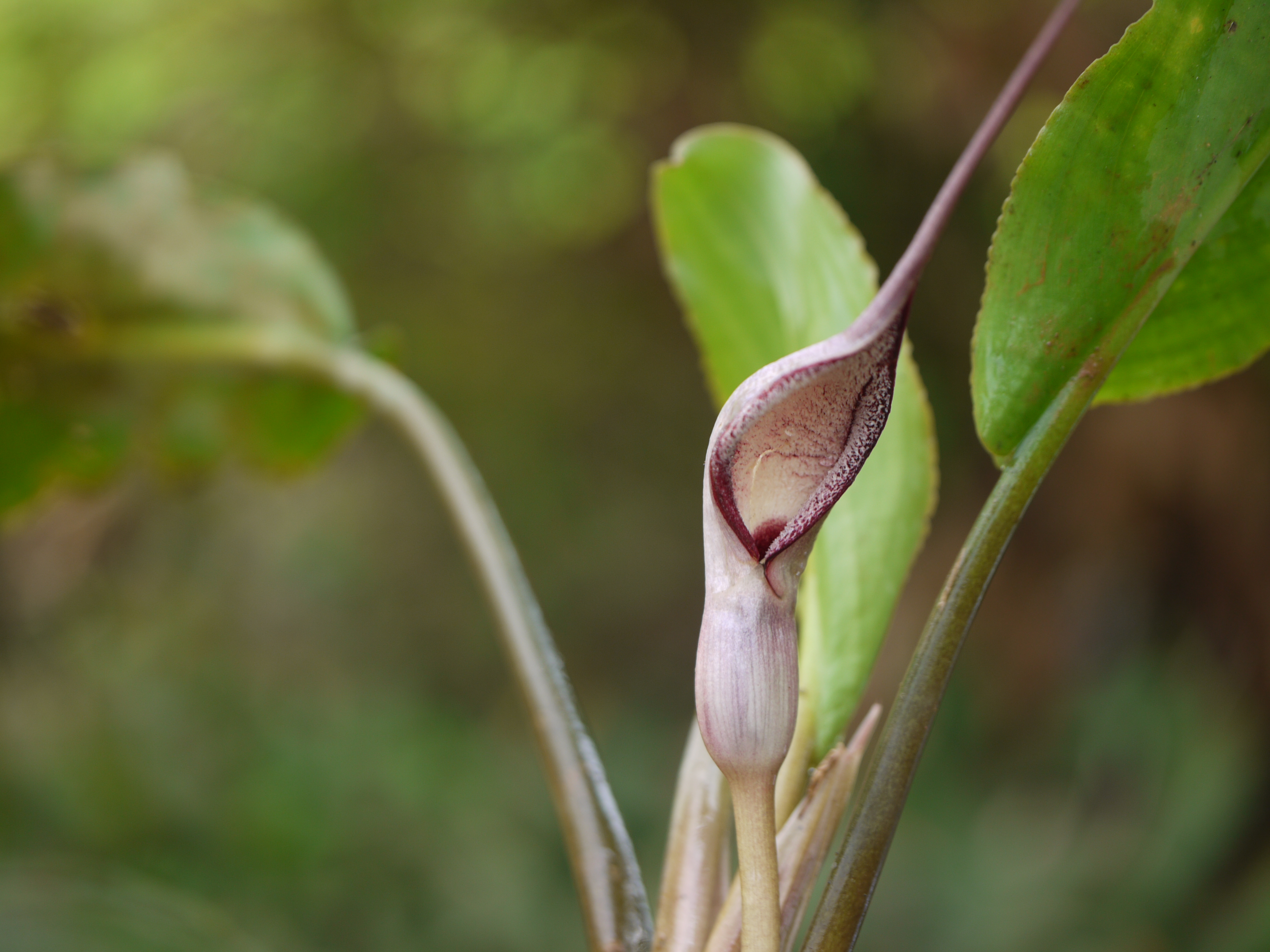
Květenství lagenandry vejčité
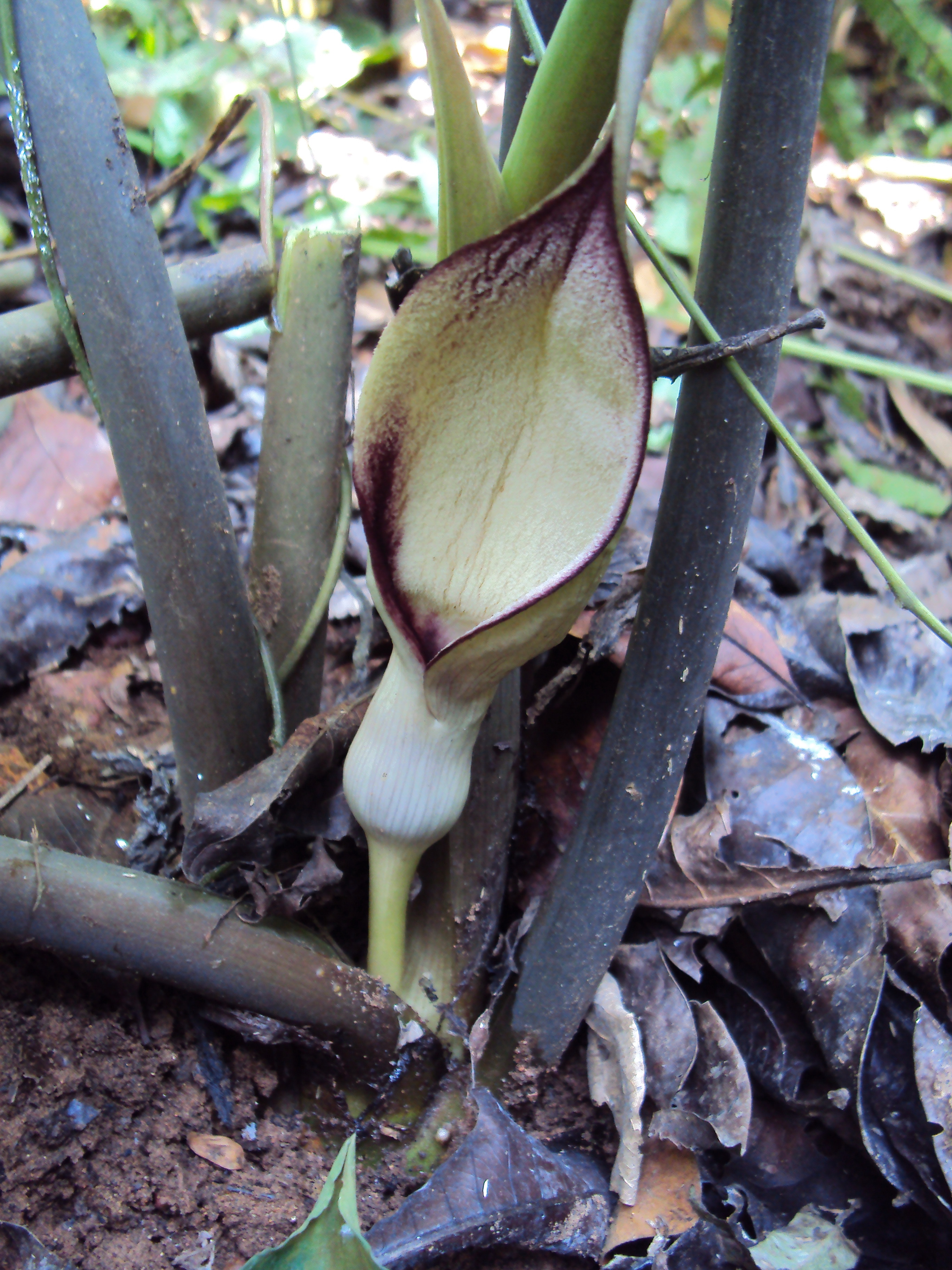
Květenství Lagenandra toxicaria

## Rozšíření
Rod zahrnuje 14 druhů a je rozšířen výhradně v tropické Asii v oblasti Indického subkontinentu. Centrum druhové diverzity je na Srí Lance a v jižní Indii. Mimo tuto oblast se vyskytují pouze 2 druhy, Lagenandra undulata v Assamu a L. gomezii v Bangladéši.
Lagenandry nejčastěji rostou jako helofyty ve vlhkém prostředí, řidčeji jako rheofyty v tekoucí vodě.

## Ekologické interakce
Květy lagenander jsou opylovány mouchami.

## Taxonomie
Rod Lagenandra je v taxonomii čeledi Araceae řazen do podčeledi Aroideae, kde je společně s rodem Cryptocoryne součástí tribu Cryptocoryneae.
Druh, pěstovaný pod názvem Lagenandra dalzellii jako akvarijní rostlina, byl do rodu Lagenandra přeřazen v roce 1975 Karlem Ratajem v revizi rodu Cryptocoryne. Jméno bylo uveřejněno neplatně. V současné taxonomii je tento druh ztotožněn s druhem Cryptocoryne retrospiralis, který byl popsán C. S. Kunthem již v roce 1841. Do rodu lagenandra tedy nepatří.

## Obsahové látky a jedovatost
V některých knihách o akvarijních rostlinách je uvedeno, že druh Lagenandra toxicaria je jednou z nejjedovatějších známých rostlin. Toto tvrzení je zjevný omyl. Oddenky daného druhu jsou využívány v tradiční indické medicíně a mají insekticidní působení. Byly v nich prokázány steroidy, flavonoidy, triterpenoidy, saponiny a fenolické sloučeniny. Nebyl zjištěn obsah alkaloidů ani glykosidů.

## Zástupci
- lagenandra Koenigova (Lagenandra koenigii)
- lagenandra kopinatá (Lagenandra lancifolia)
- lagenandra vejčitá (Lagenandra ovata)
- lagenandra vroubená (Lagenandra thwaitesii)[7]

## Význam
Lagenandry jsou poměrně často pěstovány jako akvarijní rostliny a v paludáriích. Jsou podobné blízce příbuznému rodu kryptokoryna (Cryptocoryne), s nímž bývají občas zaměňovány.
Oddenky lagenandry vejčité jsou v Indii používány jako insekticid a v tradiční medicíně při léčení ledvinových a srdečních nemocí a otoků, šťáva slouží zevně na kožní choroby. Podobné využití má i druh Lagenandra toxicaria. Jako insekticid se používá zejména na vši.